# Seu
|  | Per a altres significats, vegeu «Seu (desambiguació)». |

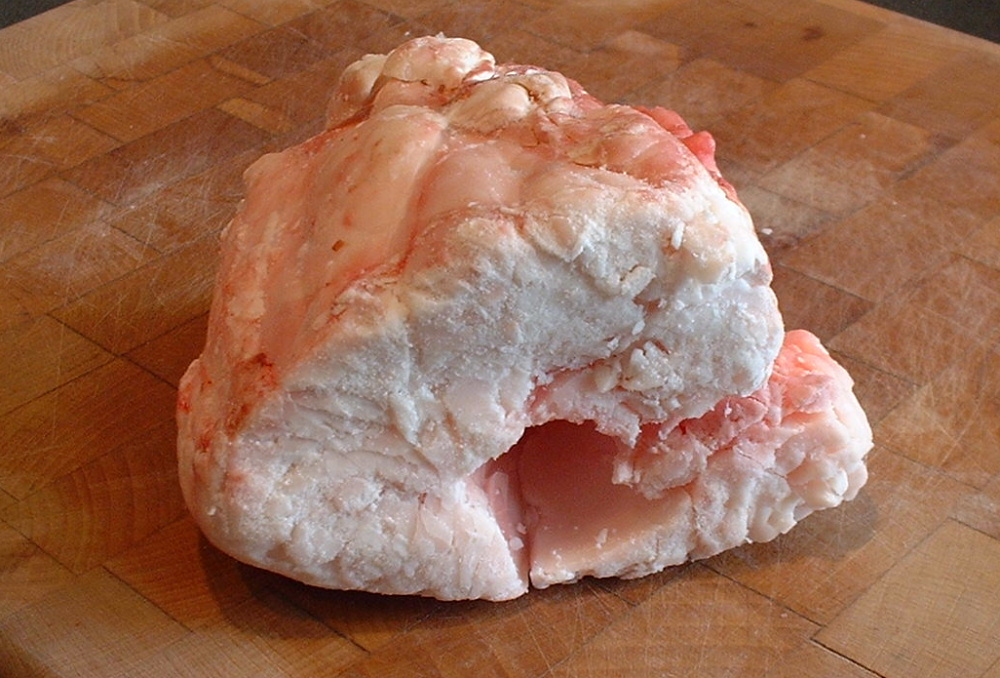
Greix de vedella.

El seu és el greix cru de vedella, xai o altres animals remugants, especialment aquell que és dur i que es troba al voltant del llom i dels ronyons. Té un punt de fusió d'entre 45 i 50 °C i de congelació entre 37 i 40 °C. El seu baix punt de fusió significa que és sòlid a temperatura ambient però fon fàcilment a temperatures moderades, com al vapor. S'empra per a fer sabons.
També es coneix amb el mateix nom a la versió processada d'aquest greix, que s'utilitza com a matèria primera industrial i que, a diferència de la versió crua, no requereix refrigeració per a la seva conservació, sempre que s'emmagatzemi en envasos segellats que en previnguin l'oxidació. A la indústria també es considera seu qualsevol greix que compleixi certs paràmetres tècnics, incloent el punt de fusió, i és comú l'obtingut d'altres animals (com el porc) o fins i tot de fonts vegetals.

## Usos culinaris
El seu resulta essencial en l'elaboració de púdings al vapor tradicionals britànics, com el púding de Nadal, i de la massa per al steak and kidney pudding, que dona una crosta suau, en contrast amb la cruixent pasta brisa. També és un ingredient del mincemeat tradicional.

## Usos industrials

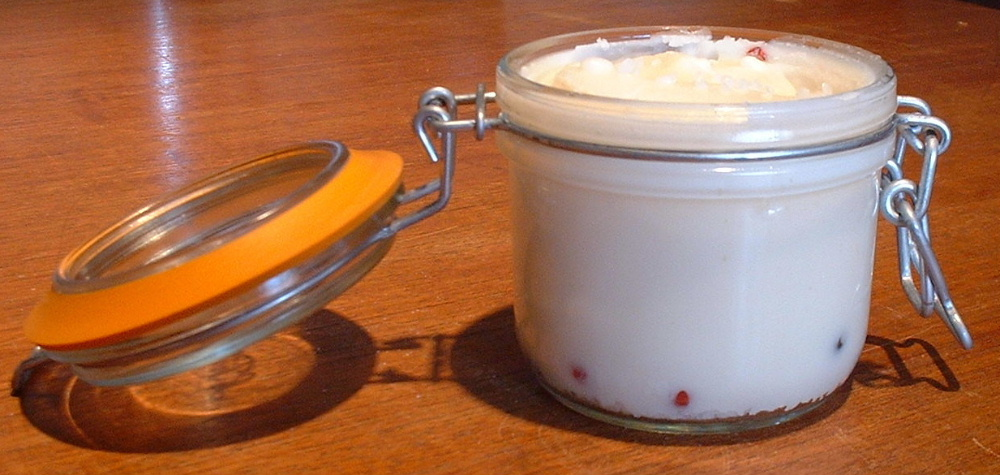
Seu de jònec processat.

El seu també pot usar-se com a fundent per a soldadures i és l'ingredient principal d'alguns condicionadors de cuir.

### Sabons
El seu solia usar-se en sabons per a afaitar de luxe, especialment en els de marques britàniques d'elit com Geo.F. Trumper, Truefitt & Hill i Taylor of Old Bond Street. Encara que aquestes marques empren ara una base de glicerina, segueixen existint sabons fets amb seu, incloent els de la marca nord-americana The Art of Shaving. Aquests sabons són fàcilment identificables, ja que solen incloure sodium tallowate (tallow és ‘seu’ en anglès) com un dels seus primers tres ingredients. Les barres de crema per a afaitar d'Arko segueixen usant potassium tallowate com a ingredient principal i es consideren de molt bona qualitat.